# Gary Stevens (labdarúgó, 1963)
Gary Michael Stevens (Barrow-in-Furness, 1963. március 27. –) angol válogatott labdarúgó.

## Pályafutása

### Klubcsapatban
Az Everton FC meghatározó játékosa volt az 1980-as években. 1982 és 1988 között két bajnokságot, két szuperkupát és egy FA-kupát nyert. 1985-ben a kupagyőztesek Európa-kupáját is elhódította csapatával. A döntőben a Rapid Wien együttesét verték 3–1 arányban.
1988-ban Skóciába a Rangers együtteséhez igazolt, mellyel zsinórban hatszor nyerte meg a skót bajnokságot.
1994 és 1998 között a Tranmere Roversben játszott.

### A válogatottban
1985 és 1992 között 46 alkalommal szerepelt az angol válogatottban. Részt vett az 1986-os és az 1990-es világbajnokságon, illetve az 1988-as Európa-bajnokságon.

## Sikerei, díjai
Everton
- Angol bajnok (2): 1984–85, 1986–87
- Angol kupa (1): 1983–84
- Angol szuperkupa (2): 1984, 1985
- Kupagyőztesek Európa-kupája (1): 1984–85

Rangers FC
- Skót bajnok (3): 1988–89 1989–90 1990–91 1991–92 1992–93 1993–94
- Skót kupa (2): 1991–92
- Skót ligakupa (2): 1989–90, 1992–93